# Rinocer negru
Rinocerul negru (Diceros bicornis) face parte din familia Rhinocerotidae și este una din cele două specii de rinoceri din Africa de vest, cealaltă fiind rinocerul alb. Acesta din urmă a fost salvat de la dispariție în urmă cu câțiva ani prin fundații de ocrotire a speciei. Nu același noroc l-a avut și rinocerul negru care este într-un grad critic de dispariție din cauza braconajului. 

## Caracteristici
Rinocerul negru are o greutate între 680 kg și 1360 kg și o lungime între 1.6 m și 3 m, fiind mai mic decât Rinocerul alb. Cornul este făcut din cheratină.

## Mod de viață
Rinocerul negru este răspândit în zonele centrale și de Sud ale Africii în savanele din parcurile naționale. Acesta se hrănește cu arbuști față de vărul său, Rinocerul alb, care mănâncă doar iarbă. Rinocerul negru nu are dușmani naturali în afară de om, fiind atacat și de lei și de hiene. Este al treilea cel mai mare animal terestru după Rinocerul alb și Elefantul african.

## Reproducere
Masculul stă cu femela doar câteva zile în perioada de rut. Femela naște după o gestație de 15 luni un pui de 40 kg. Puiul nu mai bea lapte după câteva săptămâni și este independent la doi ani. Femela fată toată viața, odată la doi ani de când este activă sexual. Masculii au cornul mai mic de cât femelele din cauza luptelor pentru transmiterea genelor.

## Cauze ale braconajului
Rinocerul negru este vânat pentru cornul său valoros care costă mai bine de greutatea lui în aur. Cornul este folosit la diverse lucruri făcute manual, dar și pentru unele proprietăți anti-cancer care le susțin asiaticii deși nu sunt dovedite medical. Numărul rinocerilor negri este estimat la aproximativ 5.000 de indivizi, iar cel al rinocerilor albi la 17.000. Numărul rinocerilor albi este mai mare pentru că le-a fost tăiat cornul pentru a nu mai reprezenta interes pentru braconieri. În 2014 au fost uciși cei mai mulți rinoceri negri: în total 1215 animale.